# Campeonato da Europa de Atletismo de 2010 - 400 m com barreiras feminino
A prova dos 400 metros com barreiras feminino do Campeonato da Europa de Atletismo de 2010 foi disputada entre os dias 27 e 30 de julho de 2010 no Lluís Companys em Barcelona,  na Espanha. 

## Recordes
Antes desta competição, os recordes mundiais e do campeonato nesta prova eram os seguintes:
|                       | Nome              | Nacionalidade   | Tempo | Local     | Data                 |
| --------------------- | ----------------- | --------------- | ----- | --------- | -------------------- |
| Recorde mundial       | Yuliya Pechonkina | Rússia          | 52s34 | Tula      | 8 de agosto de 2003  |
| Recorde do campeonato | Marina Stepanova  | União Soviética | 53s32 | Estugarda | 30 de agosto de 1986 |
| Recorde europeu       | Yuliya Pechonkina | Rússia          | 52s34 | Tula      | 8 de agosto de 2003  |

Os seguintes recordes foram estabelecidos durante esta competição: 
| Data        | Evento | Atleta          | Nacionalidade | Tempo  | Notas                 |
| ----------- | ------ | --------------- | ------------- | ------ | --------------------- |
| 30 de julho | Final  | Natalya Antyukh | Rússia        | 52s 92 | Recorde do campeonato |

## Medalhistas
| Ouro                  | Prata                  | Bronze                     |
| Natalya Antyukh (RUS) | Vania Stambolova (BUL) | Perri Shakes-Drayton (GBR) |

## Cronograma
Todos os horários são locais (UTC+2).
| Data        | Hora  | Evento    |
| ----------- | ----- | --------- |
| 27 de julho | 10:00 | Bateria   |
| 28 de julho | 20:15 | Semifinal |
| 30 de julho | 21:40 | Final     |

## Resultados

### Bateria
Qualificação: 3 atletas de cada bateria (Q) mais os  4 melhores qualificados (q).
Bateria 1
| Posição | Raia | Atleta               | Nacionalidade | Reação | Tempo | Notas                |
| ------- | ---- | -------------------- | ------------- | ------ | ----- | -------------------- |
| 1       | 6    | Angela Moroşanu      | Roménia       | 0.221  | 55.11 | Q                    |
| 2       | 4    | Perri Shakes-Drayton | Reino Unido   | 0.331  | 55.35 | Q                    |
| 3       | 7    | Hanna Titimets       | Ucrânia       | 0.295  | 55.58 | Q,                   |
| 4       | 2    | Manuela Gentili      | Itália        | 0.190  | 56.14 | q                    |
| 5       | 3    | Nikolina Horvat      | Croácia       | 0.255  | 56.64 | Recorde da temporada |
| 6       | 8    | Stine Tomb           | Noruega       | 0.217  | 57.10 | Recorde pessoal      |
| 7       | 5    | Sofie Persson        | Suécia        |        | 57.23 | Recorde pessoal      |
| 8       | 1    | Justine Kinney       | Irlanda       | 0.196  | 57.39 |                      |

Bateria 2
| Posição | Raia | Atleta                            | Nacionalidade | Reação | Tempo | Notas                |
| ------- | ---- | --------------------------------- | ------------- | ------ | ----- | -------------------- |
| 1       | 3    | Zuzana Hejnová                    | Chéquia       | 0.186  | 55.36 | Q                    |
| 2       | 7    | Yevgeniya Isakova                 | Rússia        | 0.255  | 55.64 | Q                    |
| 3       | 6    | Elodie Ouédraogo                  | Bulgária      | 0.231  | 55.80 | Q,                   |
| 4       | 8    | Anna Yaroshchuk                   | Ucrânia       | 0.322  | 55.88 | q                    |
| 5       | 1    | Michelle Carey                    | Irlanda       | 0.295  | 57.58 | Recorde da temporada |
| 6       | 4    | Birsen Engin                      | Turquia       | 0.200  | 58.19 |                      |
| 7       | 2    | Kristín Birna Ólafsdóttir-Johnson | Islândia      | 0.182  | 58.34 |                      |
| 8       | 5    | Laia Forcadell                    | Espanha       |        | 58.80 |                      |

Bateria 3
| Posição | Raia | Atleta           | Nacionalidade | Reação | Tempo | Notas                |
| ------- | ---- | ---------------- | ------------- | ------ | ----- | -------------------- |
| 1       | 2    | Vania Stambolova | Bulgária      | 0.232  | 54.77 | Q                    |
| 2       | 8    | Eilidh Child     | Reino Unido   | 0.189  | 55.82 | Q                    |
| 3       | 6    | Natalya Ivanova  | Rússia        | 0.243  | 55.83 | Q                    |
| 4       | 1    | Zuzana Bergrová  | Chéquia       | 0.242  | 56.55 | q                    |
| 5       | 4    | Patrícia Lopes   | Portugal      | 0.326  | 56.78 | Recorde pessoal      |
| 6       | 3    | Ilona Ranta      | Finlândia     | 0.209  | 56.94 | Recorde da temporada |
| 7       | 5    | Brona Furlong    | Irlanda       | 0.320  | 58.13 |                      |
| 8       | 7    | Özge Gürler      | Turquia       | 0.210  | 58.98 |                      |

Bateria 4
| Posição | Raia | Atleta                | Nacionalidade | Reação | Tempo   | Notas                |
| ------- | ---- | --------------------- | ------------- | ------ | ------- | -------------------- |
| 1       | 3    | Natalya Antyukh       | Rússia        | 0.249  | 54.29   | Q                    |
| 2       | 4    | Fabienne Kohlmann     | Alemanha      | 0.187  | 55.69   | Q,                   |
| 3       | 1    | Ieva Zunda            | Letônia       | 0.262  | 56.02   | Q,                   |
| 4       | 7    | Marzena Koscielniak   | Polónia       | 0.449  | 56.52   | q,                   |
| 5       | 6    | Sara Petersen         | Dinamarca     | 0.242  | 57.28   | Recorde da temporada |
| 6       | 2    | Anastasiya Rabchenyuk | Ucrânia       | 0.239  | 57.72   |                      |
| 7       | 8    | Kristina Volfová      | Chéquia       | 0.294  | 58.42   |                      |
| 8       | 5    | Amaliya Sharoyan      | Armênia       |        | 1:03.37 |                      |

### Semifinal
Qualificação: 3 atletas de cada bateria  (Q) mais os  2 melhores qualificados (q). 
Semifinal 1
| Posição | Raia | Atleta            | Nacionalidade | Reação | Tempo | Notas |
| ------- | ---- | ----------------- | ------------- | ------ | ----- | ----- |
| 1       | 5    | Angela Moroşanu   | Roménia       | 0.210  | 54.67 | Q,    |
| 2       | 3    | Vania Stambolova  | Bulgária      | 0.251  | 54.73 | Q     |
| 3       | 6    | Yevgeniya Isakova | Rússia        | 0.212  | 54.81 | Q,    |
| 4       | 4    | Eilidh Child      | Reino Unido   | 0.169  | 55.27 | q     |
| 5       | 7    | Natalia Ivanova   | Rússia        | 0.303  | 55.31 | q,    |
| 6       | 1    | Hanna Yaroshchuk  | Ucrânia       | 0.232  | 56.29 |       |
| 7       | 2    | Zuzana Bergrová   | Chéquia       | 0.250  | 57.41 |       |
| 8       | 8    | Elodie Ouédraogo  | Bélgica       | 0.200  | 58.60 |       |

Semifinal 2
| Posição | Raia | Atleta               | Nacionalidade | Reação | Tempo | Notas           |
| ------- | ---- | -------------------- | ------------- | ------ | ----- | --------------- |
| 1       | 4    | Natalya Antyukh      | Rússia        | 0.203  | 54.28 | Q               |
| 2       | 6    | Zuzana Hejnová       | Chéquia       | 0.203  | 54.61 | Q               |
| 3       | 3    | Perri Shakes-Drayton | Reino Unido   | 0.258  | 54.73 | Q,              |
| 4       | 5    | Fabienne Kohlmann    | Alemanha      | 0.170  | 55.49 | Recorde pessoal |
| 5       | 8    | Hanna Titimets       | Ucrânia       | 0.299  | 55.84 |                 |
| 6       | 7    | Ieva Zunda           | Letônia       | 0.240  | 56.37 |                 |
| 7       | 2    | Manuela Gentili      | Itália        | 0.198  | 56.56 |                 |
| 8       | 1    | Marzena Koscielniak  | Polónia       | 0.254  | 56.72 |                 |

### Final
| Posição           | Raia | Atleta               | Nacionalidade | Reação | Tempo | Notas                 |
| ----------------- | ---- | -------------------- | ------------- | ------ | ----- | --------------------- |
| Medalha de ouro   | 6    | Natalya Antyukh      | Rússia        | 0.182  | 52.92 | Recorde do campeonato |
| Medalha de prata  | 5    | Vania Stambolova     | Bulgária      | 0.283  | 53.82 | Recorde nacional      |
| Medalha de bronze | 7    | Perri Shakes-Drayton | Reino Unido   | 0.270  | 54.18 | Recorde pessoal       |
| 4                 | 3    | Zuzana Hejnová       | Chéquia       | 0.183  | 54.30 |                       |
| 5                 | 4    | Angela Moroşanu      | Roménia       | 0.230  | 54.58 | Recorde da temporada  |
| 6                 | 8    | Yevgeniya Isakova    | Rússia        | 0.208  | 54.59 | Recorde da temporada  |
| 7                 | 1    | Natalia Ivanova      | Rússia        | 0.268  | 55.51 |                       |
| 8                 | 2    | Eilidh Child         | Reino Unido   | 0.199  | 55.51 |                       |

Legenda
| Recorde mundial       | Recorde mundial (World record)               |                       | Recorde africano                      | Recorde africano (African) |                                           | Q | Classificado por posição (Qualified) |
| Recorde do campeonato | Recorde do campeonato (Championship record)  | Recorde da América    | Recorde da América (Americas)         | q                          | Classificado por melhor tempo (Qualified) |   |                                      |
| Melhor marca do ano   | Melhor marca do ano (World leading)          | Recorde asiático      | Recorde asiático (Asian)              | DNS                        | Não largou (Did not start)                |   |                                      |
| Recorde nacional      | Recorde nacional (National record)           | Recorde europeu       | Recorde europeu (European)            | DNF                        | Não terminou (Did not finish)             |   |                                      |
| Recorde pessoal       | Recorde pessoal do atleta (Personal best)    | Recorde da Oceania    | Recorde da Oceania (Oceania)          | DSQ / DQ                   | Desclassificado (Disqualified)            |   |                                      |
| Recorde da temporada  | Recorde da temporada do atleta (Season best) | Recorde sul-americano | Recorde sul-americano (South America) | NM                         | Sem marca (No mark)                       |   |                                      |